# Армяне в Великобритании

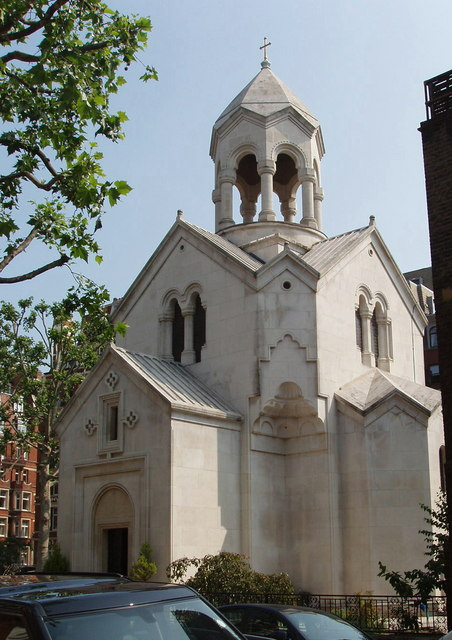
Армянская церковь Святого Саркиса в Лондоне

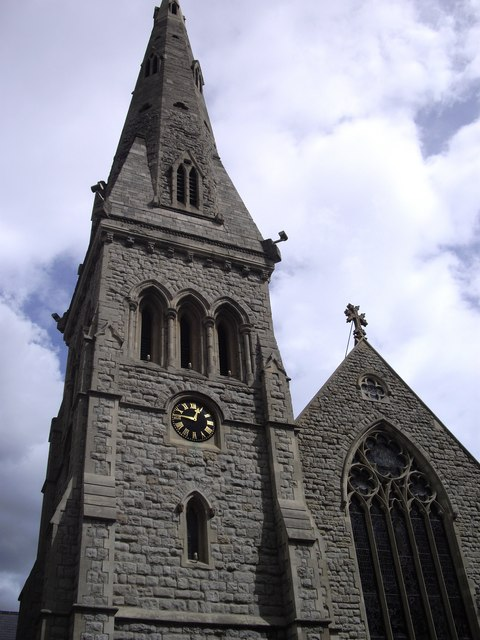
Армянская церковь Святого Егишэ в Лондоне

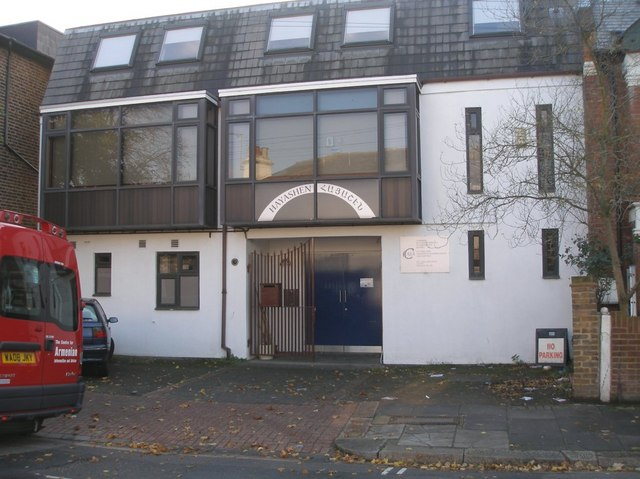

Армяне в Великобритании (арм. Հայերը Մեծ Բրիտանիայում, англ. Armenians in the United Kingdom)  — крупное национальное меньшинство, создание общины которой датируется изгнанием армянского царя Вараздата, с его людьми, в 4-ом веке, и наибольшее развитие которое получило с переселением армянских католических священников из Киликии в 13-ом веке. На данный момент армянская община достигает численности в тридцать-пятьдесят тысяч человек и стремительно увеличивается за счет притока мигрантов. 

## История
Армянские церковнослужители посещали Великобританию и Ирландию начиная ещё с раннего средневековья. Известен Серуи из Армении — епископ церкви Сил Ашид, которая сохранила следы армянского зодчества. Как свидетельствует английский историк Матвей Парижский, в 1250 году в Англию из Армении прибыла группа священников, подвергнувшихся гонениям со стороны монголо-татарских захватчиков. Антония Грансдэн из Ноттингемского университета пишет о посещении в 1228 году в монастырь Сент-Олбанс армянского архиепископа, а в 1252 году группы армян. Армяно-английские связи значительно активизировались в XVll—XIX веках в Индии, которая на тот момент являлась английской колонией, где имелась армянская диаспора. Армянские купцы на английских кораблях привозили в Англию восточные товары. В 1688 году по королевскому указу наиболее влиятельным армянским купцам был присвоен статус свободных граждан Англии.
Армянский поэт VIII века Григорис, посетив Англию, написал стихотворение на армянском языке «Ода Британии». С 1835 года в городе Манчестер начала формироваться армянская община, в основном за счёт армянских купцов из Стамбула. В 1870 году армянская диаспора Манчестера построила первую на территории Англии армянскую церковь Святой Троицы.

## Армянская община
В настоящее время численность армян в Великобритании составляет более 20 тысяч. Действуют несколько армянских организаций — филиал Армянского всеобщего благотворительного союза (AGBU), Совет армянской общины и церкви, Армянский институт, Центр армянской информации и консультаций «Айашен», организация «Друзья Армении», Британо-армянская парламентская группа, Группа по борьбе за признание Геноцида армян, Институт «Комитас», издающий книги о Геноциде армян, армянская культурная организация «Ахтамар», а также однодневные школы, спортивные общества и др. В Англии издаётся около 20 изданий на армянском языке.
Сегодня в этой стране большой известностью пользуются: специалист по передаче данных, профессор Кингстонского колледжа Роберт Истепанян, хирург Ара Дарзи, который в 2007 году был удостоен титула лорда, художник Артур Ошаканци, дизайнер-модельер Чарльз Анастас, основатель струнного квартета «Чилинкирян» скрипач Левон Чилинкирян, журналистка и игрок в гольф Наташа Шишманян, член женской сборной Англии и тренер юношеской команды Англии шахматистка Мери Григорян, киноактер и исполнитель главной роли в фильме «Кинг-Конг» Энди Серкис, киноактер Роланд Манукян, телезвезда Дейвид Дикинсон (армянин по матери), писатель и кинорежиссёр Вон Пиликян и многие другие.
По инициативе крупного лондонского предпринимателя, Ваче Манукяна, одна из английских церквей сегодня принадлежит Армянской Церкви и переименована в церковь святого Егише. Благодаря Ваче Манукяну на сегодняшний день армянский триколор развевается над принадлежащим ему одним из высотных зданий на берегу Темзы.

## Армянские церкви Великобритании
В настоящее время в Великобритании действуют 4 Армянских Церкви:
- Церковь Святого Саркиса, Лондон
- Церковь Святого Егише, Лондон
- Церковь Святой Троицы, Манчестер
- Церковь Евангелистская, Лондон

## Известные армяне Великобритании
В XIX веке в Англии обосновалось небольшое число армян, переселившихся из Индии, один из которых состоятельный армянин из Мадраса — Эдуард Рафаэль Карамян — член палаты лордов английского парламента. Его сын, Рафаэль Александр, в 1829 году стал одним из двух шерифов Лондона.
В XIX веке большой известностью в аристократических и литературных кругах Лондона пользовался армянин Чарльз Гамильтон Айдэ (Айдинян, 1826—1906), автор многотомных романов о жизни высшей английской аристократии.
В 1890-х годах в Англии нашла убежище Забел Бояджян, бежавшая от погромов султана Абдул-Хамида II, в дальнейшем получившая известность как писательница, художница и переводчица. Её книга под названием «Армянские легенды и стихотворения» представила англоязычному читателю лучшие страницы армянской литературы.
В конце 90-х годов XIX века в Лондоне обосновались сыновья армянского романиста Раффи — Аршак и Арам, которые в 1898 году основали организацию «Союз армянских рабочих и студентов Лондона» или просто «Армянский клуб». Эта организация объединила около 400 армян, проживавших в Лондоне, являющихся представителями различных слоев общества.
Некоторое время спустя Арам Раффи преобразовал Армянский клуб в Объединённое армянское общество, которое затем начало издавать на английском языке ежемесячную газету «Арарат». Свои первые литературные шаги в этом издании делал будущий известный в английских литературных кругах прозаик Майкл Арлен (Тигран Куюмджян, 1896—1956), чей роман «Зеленая шляпа» (1924 год), вызвал большой шум в Европе.
В 1914—1918 годах небольшое количество армян прибыло в Великобританию вследствие Геноцида в Османской империи. Здесь обосновался нефтяной магнат Галуст Гюльбенкян. В 1922 году в Лондоне была сооружена армянская церковь Сурб Саркис.
Крупный поток армян в Великобританию продолжался и в последующие десятилетия. Армяне переселялись из стран Ближнего Востока, также и из Индии, Эфиопии и Армении.
Среди армян, эмигрировавших в Великобританию в первой половине XX века, большую известность приобрели: фотограф Иду Кар (Карамян), летчица Моник Агазарян, которая составила новую программу для обучения летчиков, математик Дикран Тахта, киноактеры Грегуар Аслан и Геворк Маликян, скрипач Манук Парикян, певец и художник Хачик Пиликян, постановщик, театровед, писатель, публицист, общественный деятель, профессор классических языков и истории театра Ованнес Пиликян, который осуществил более 40 новаторских постановок в театрах Англии и других стран. По проектам архитектора Аро Беделяна построены станция «Виктория» лондонского метрополитена, станция метро рядом с цирком в Оксфорде, 50-километровый «Евротоннель» под Ла-Маншем, который открылся в 1994 году и связал французский город Кале с английским городом Фолькстан. А инженер Заре Согомонян за инновации в сфере создания электромагнитных и магнитных аппаратов был включен в список 500 выдающихся людей 20 века.